# 西潘王

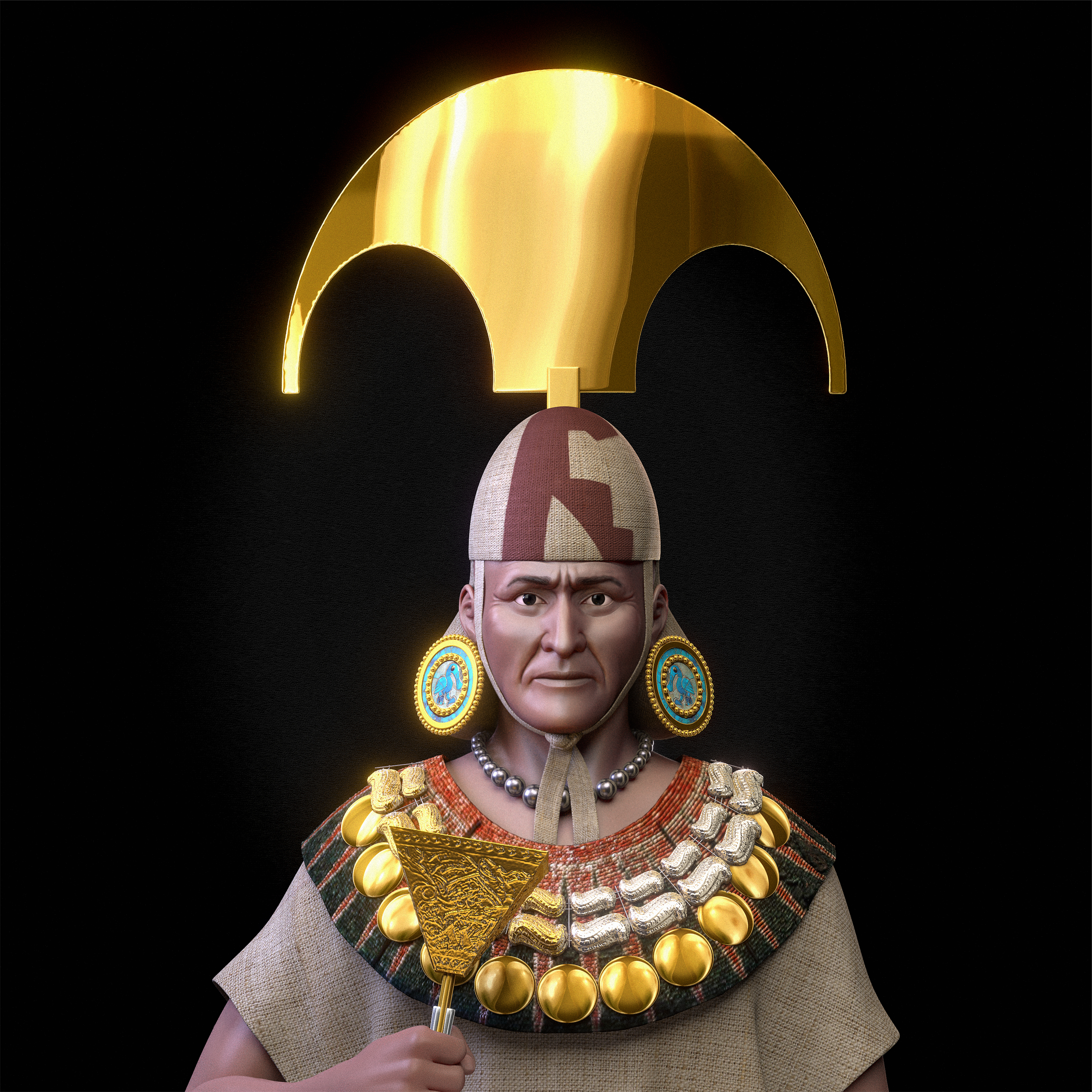
根據西潘王的遺骸之法醫調查證據及隨後之面部重建程序，以及墓葬文物等證據，所繪出其可能的生前形象

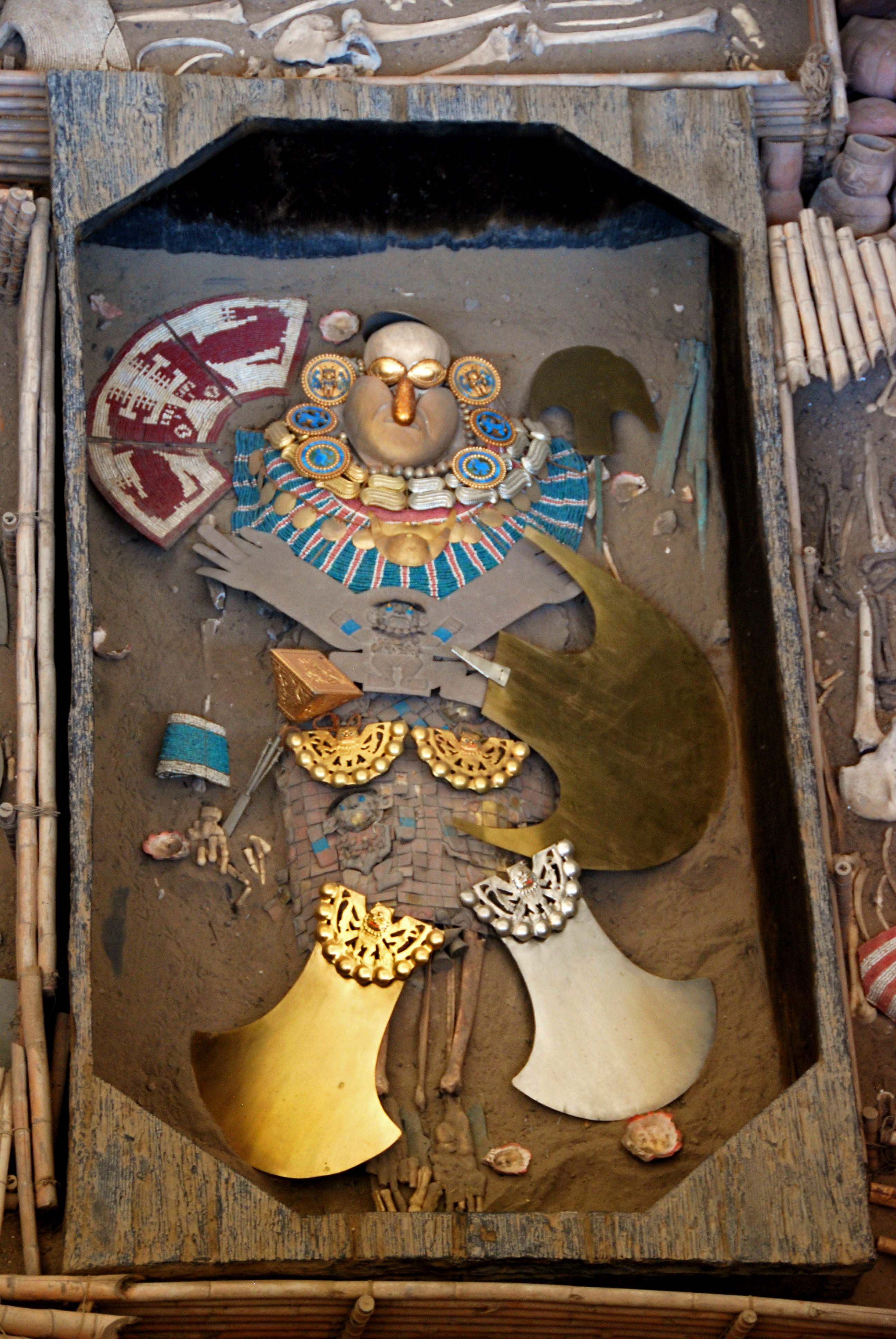
西潘王墓葬所被保存並展示在博物館中的文物。

西潘王（西班牙語：El Señor de Sipán）是秘鲁考古学家瓦尔特·阿尔瓦于1987年在秘鲁北部奇克拉約西潘地区发现的一位莫切文明时代上层贵族的木乃伊。
1987年，考古學家沃爾特·阿爾瓦在秘魯西潘地區發現數具屬於莫切文化的木乃伊及其墓葬遺留，並將第一個被發現的木乃伊命名為西潘王。
一些考古學家認為這一發現是自1950年代（晚期）至當時，南美洲最重要的考古發現之一，因為主墓被發現時仍完好無損。2007年，已在當地找到並確認了14座墓葬。
2002年，一座博物館在蘭巴耶克開業，用於保存大部分出土文物，並協助人們繼續理解其墓葬文化。